# Archaeocyatha
Os arqueociatos são animais conhecidos apenas em registo fóssil do Câmbrico, de modo de vida colonial ou solitário e suportados por um esqueleto interno de natureza carbonatada. Os primeiros fósseis de arqueociatos foram descobertos na primeira metade do século XIX em afloramentos no Labrador (Canadá) e na Sibéria (Rússia), mas foram descritos, respectivamente, como esponjas e Calamites, uma planta típica do Carbónico. Só em 1861 foi reconhecido que pertenciam a um filo próprio, designado então como Archaeocyatha (do Grego: archaeo, antigo + cyatha, taça). Actualmente, o posicionamento taxonómico dos arqueociatos ainda se encontra em debate, com alguns autores a considerarem o grupo como uma classe do filo Porifera. Os arqueociatos surgiram no Câmbrico inferior e extinguiram-se no Câmbrico médio.

## Anatomia

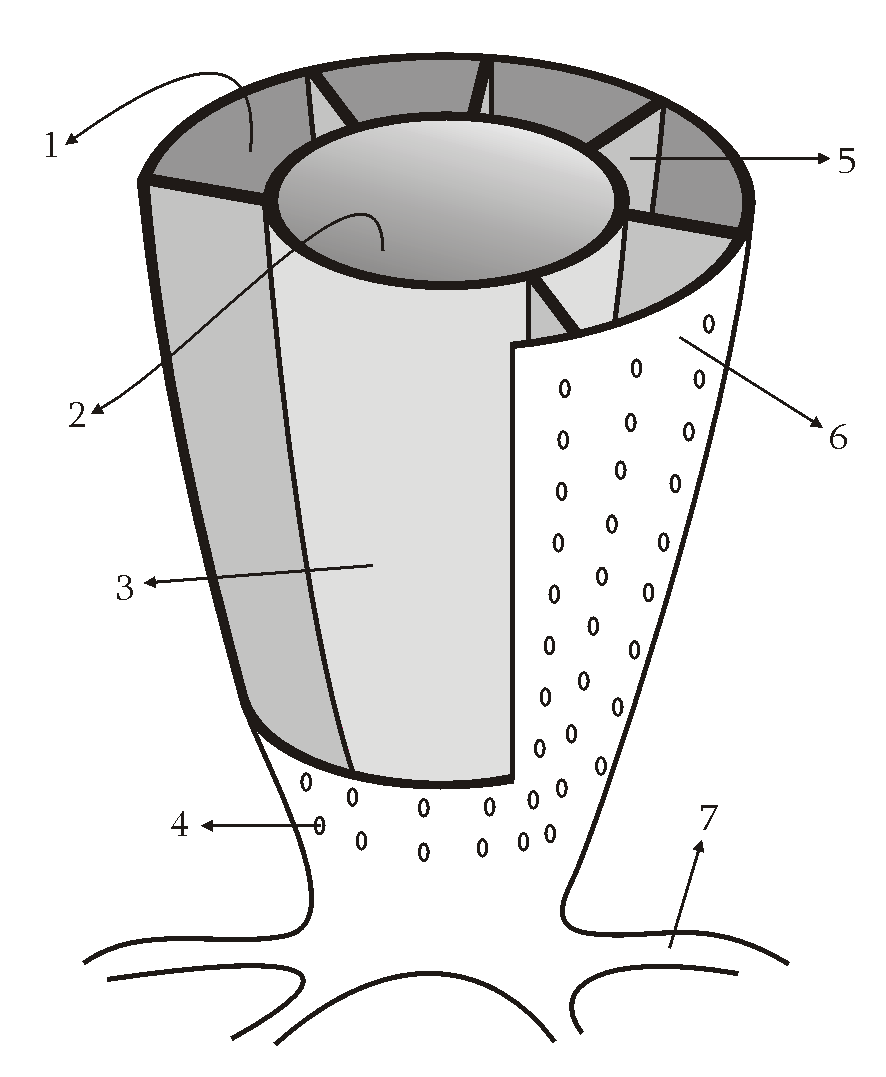
Esquema de um arqueociato:
1 – Intervalo;
2 – Cavidade central; 3 – Parede interna; 4 – Poro (todas as paredes e septos têm poros, nem todos representados; 5 – Septo; 6 – Parede externa; 7 – Rizóide

Uma vez que são conhecidos apenas como fósseis, o estudo anatómico dos arqueciatos baseia-se somente nas características do esqueleto interno. De forma geral, este pode ser descrito como duas taças cónicas e perfuradas, denominadas parede externa e parede interna. Ambas são unidas por septos radiais, também eles perfurados. O espaço limitado pela parede interna designa-se por cavidade central. Por oposição às esponjas, os arqueciatos não possuiam espículas. O conjunto encontrava-se fixo ao substrato através de rizóides. Nalgumas formas, a parede externa está ausente e o esqueleto é descrito como sendo de parede simples.
Os tecidos dos arqueociatos estavam localizados no intervalo formado pelas paredes externa e interna. Supõe-se que não tivessem sistema digestivo ou excretor e que estes processos se desenrolassem de forma intracelular, à semelhança das esponjas modernas. 
Os arqueciatos coloniais são mais raros que as formas solitárias e formavam colónias de forma massiva ou dendróide. Estes organismos eram alongados, medindo cerca de 1-2,5 cm de diâmetro para 8–15 cm de altura. São no entanto conhecidas formas alargadas ou discoidais, com 30 cm de altura e 60 cm de diâmetro.

## Ecologia
Os arqueociatos eram organismos bentónicos sésseis, que viviam em ambiente de ambientes de plataforma continental carbonatada. A estrutura do esqueleto interno e as perfurações observadas nos vários elementos que o compõem sugerem que os arqueociatos se alimentassem por filtração. Os arqueciatos estavam confinados à zona fótica, não sendo conhecidos exemplos que tivessem vivido a mais de 100 metros de profundidade. 
Os arqueociatos foram os primeiros animais macroscópicos a desenvolver esqueleto mineralizado e os primeiros organismos multicelulares associados à construção de recifes carbonatados. Como tal, depreende-se que vivessem em águas quentes (20-25 °C), bem oxigenadas e agitadas, de salinidade marinha normal. Os recifes de arquociatos estavam quase sempre associados a estromatólitos, estruturas produzidas por cianobactérias. 
Os arqueciatos são um dos elementos principais da fauna Tomotiana.

## História geológica
Os arqueociatos surgiram na explosão cambriana (há cerca de 590 milhões de anos), o evento de maior importância na biodiversidade terrestre marcado pelo aparecimento de quase todos os filos descritos. O grupo expandiu-se ao longo do Câmbrico inferior e através de radiação adaptativa diversificou-se e ocupou uma vasta distribuição geográfica. Para o fim desta época, os arqueociatos começam a regredir e a passagem para o Câmbrico médio é marcada pelo desaparecimento das formas de parede simples. O grupo extinguiu-se como um todo há cerca de 540 milhões de anos. 
Do ponto de vista estratigráfico, são fósseis de idade extremamente importantes para a biozonação do Câmbrico: todos os andares do Câmbrico inferior foram definidos com base em faunas de arqueociatos. São também importantes para a correlação estratigráficas de formações geológicas localizadas em áreas geográficas distintas. O estudo dos arqueociatos é também relevante para a paleogeografia, pois o traçado dos seus recifes permite delinear as antigas linhas de costa. 